# Neukölln (metrostation)
Neukölln is een metrostation in de Duitse hoofdstad Berlijn dat in 1930 werd geopend bij het gelijknamige S-Bahnstation aan de Ringbahn.
De aanleg van de Nord-Süd-Bahn, een noord-zuidlijn met twee takken waartoe station Neukölln aanvankelijk behoorde, verliep bepaald niet op rolletjes. De uitbraak van de Eerste Wereldoorlog leidde ertoe dat de in 1912 begonnen werkzaamheden al snel gestopt moesten worden. Pas in 1923 kwam het eerste deel van de lijn in gebruik. Daarna volgde in kleine etappes een aantal verlengingen, totdat lijn CI, de zuidoostelijke tak van de Nord-Süd-Bahn, in 1926 station Bergstraße (nu Karl-Marx-Straße) in het centrum van Neukölln bereikte. Vier jaar later werd de lijn via het S-Bahnstation van Neukölln doorgetrokken naar het nieuwe eindpunt Grenzallee. Neukölln behoort tot de laatste Berlijnse metrostations die nog voor de Tweede Wereldoorlog werden geopend. Na de ingebruikname van het traject Bergstraße - Grenzallee op 21 december 1930 zou de metrobouw ruim twintig jaar rusten.
Zoals reeds vermeld tekende Alfred Grenander voor de nieuwe stationshal van station Neukölln, die ter gelegenheid van de komst van de metro werd gebouwd. Ook ondergronds was deze architect verantwoordelijk voor het ontwerp. Het uiterlijk van metrostation Neukölln combineert (evenals station Grenzallee) elementen van de in dezelfde periode door Grenander ontworpen stations van de U5 en van de U8. Net als in de stations op de genoemde lijnen en in tegenstelling tot de oudere Nord-Süd-Bahnstations is de kenkleur, in het geval van Neukölln geel, niet beperkt tot enkele vaste elementen, maar overal in het station prominent aanwezig. De bekleding van de wanden met glanzende, felgekleurde vierkante tegels is typerend voor de oudste stations op de U8, terwijl de stalen steunpilaren op het perron net als op de U5 onbekleed zijn gelaten. Ook de lengte van het perron, 110 meter, richt zich naar de op de U5 en U8 ontwikkelde standaard; eerdere stations op de Nord-Süd-Bahn waren slechts 80 meter lang en moesten later wegens capaciteitsproblemen verlengd worden.

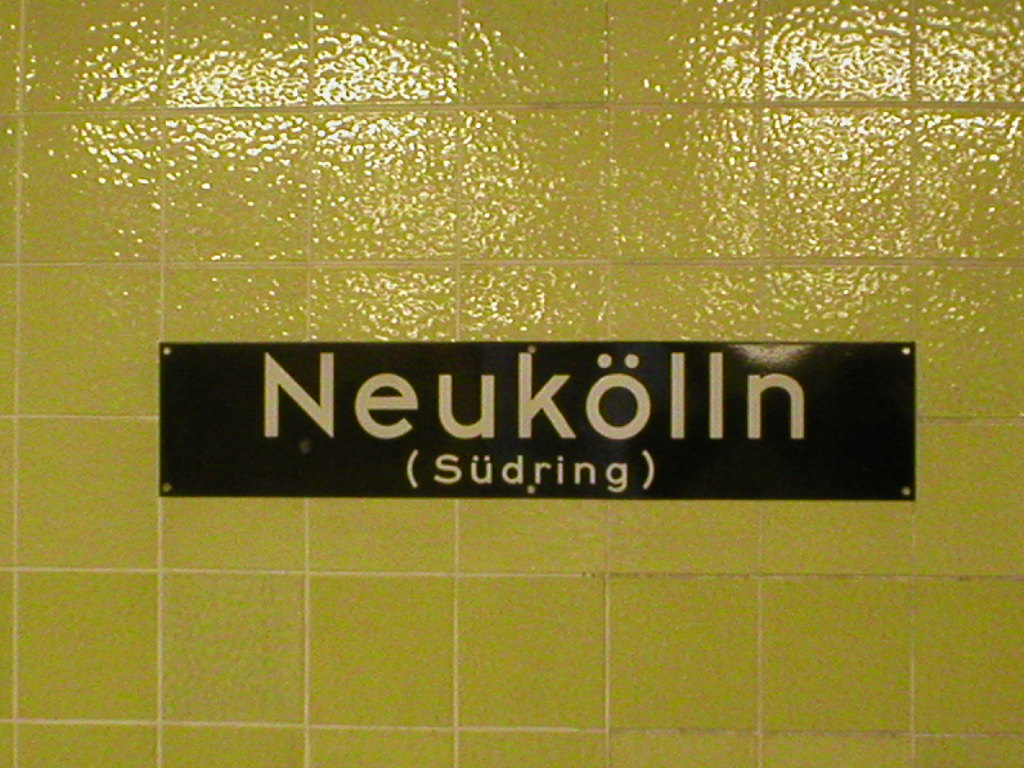
Detail van de wand van metrostation Neukölln, dat sinds de heropening van de S-Bahnring weer de toevoeging Südring draagt.

Tijdens de Tweede Wereldoorlog leed de metrolijn door Neukölln nauwelijks schade. Desondanks werd de dienst op de lijn op 1 april 1944 ingekort tot station Bergstraße en sloot metrostation Neukölln voorlopig zijn deuren. In de tunnel tussen Bergstraße en Grenzallee moest de metro namelijk wijken voor een ondergrondse wapenfabriek. Op 25 april 1945 werd het metroverkeer in de gehele stad stilgelegd, maar minder dan een maand later, op 14 mei, was de ongeschonden Neuköllnse lijn een van de twee eerste trajecten die weer in bedrijf kwamen, al reden er aanvankelijk slechts pendeltreinen tussen Bergstraße en Hermannplatz. Nadat de wapenfabriek ontmanteld was konden de treinen vanaf 26 juli weer via station Neukölln gaan doorrijden naar de Grenzallee.
De toevoeging Südring, die het metrostation sinds zijn opening droeg, werd in de jaren zestig, toen de grote boycot van de S-Bahn begon, uit de naam van station Neukölln geschrapt. In 1992, een jaar voordat de zuidelijke ringlijn heropend werd, kreeg het station zijn volledige naam Neukölln (Südring) echter weer terug.
In 2001 onderging het zeventig jaar oude metrostation een grondige restauratie, waarbij het in zijn oude glorie werd hersteld. Tegelijkertijd bouwde men een lift in, die tevens een directe verbinding met het perron van de S-Bahn vormt. Naast de toegang via de stationshal heeft metrostation Neukölln een drietal eigen in-/uitgangen aan weerszijden van de Karl-Marx-Straße, via tussenverdiepingen aan de beide uiteinden van het eilandperron.